# Guamal (Meta)
Guamal est une municipalité située dans le département de Meta en Colombie.